# クレオパトラ・セレネ2世
クレオパトラ・セレネ2世（紀元前39年 - 6年）は、クレオパトラ7世とマルクス・アントニウスの娘。曾祖父プトレマイオス9世の姉妹かつ妻のクレオパトラ・セレネ1世に対して2世と呼ばれるが、単に「クレオパトラ・セレネ」と呼ぶ場合にはこの2世を指すことが多い。マウレタニア王ユバ2世の妃となった。

## 生涯
クレオパトラ・セレネ2世は紀元前39年に、プトレマイオス朝の女王クレオパトラ7世と、マルクス・アントニウスの双子の一人として生まれた。双子のもう一人は男子で、アレクサンドロス・ヘリオスと名付けられた。セレネとヘリオスはそれぞれギリシア神話の月女神と太陽神にちなんでいる。
紀元前34年、アントニウスはアレクサンドリアで行ったアルメニア凱旋式典で、セレネにキュレナイカを与えた。しかし､紀元前31年にカエサルの後継者オクタウィアヌス（のちのアウグストゥス）とアントニウスが戦ったアクティウムの海戦でクレオパトラ＝アントニウス連合軍が敗北、翌年オクタウィアヌスの軍勢がアレクサンドリアに迫ると、クレオパトラとアントニウスは自殺した。このとき、異父兄のカエサリオンは捕らえられて処刑された。
その後、セレネは2人の兄弟と共にローマに連行され、アウグストゥスの姉でアントニウスの先妻にあたる小オクタウィアによって養育された。成人したセレネは、カエサルに敗れて自殺したヌミディア王ユバ1世の遺児で、ローマで教育されていたユバ2世に嫁いだ。
ユバ2世は紀元前25年に、アウグストゥスによってマウレタニア従属国王とされ、イオルをカエサレアというローマ名の首都（現在のアルジェリアのシェルシェル）とした。ユバ2世はローマ風の教育を受けた大変に教養豊かな王で、ギリシア・ローマ文化の普及に努めた。2人の間には、男子のプトレマイオス・トロメウスと女子のドルシッラが生まれた。